# Marie Morgane
Morgans
Les Marie-Morgane sont des fées d’eau semblables à des femmes, qui partagent la symbolique des sirènes. Elles font partie du patrimoine légendaire de la Bretagne, habitantes d'une beauté qui émerveilla toute l'île d'Ouessant.

## Étymologie
En breton, Mor signifie « mer » et ganet signifie « né ». Les Marie-Morgane sont donc littéralement les êtres saints (aimés, pour l'araméen de Marie) nés de la mer. On trouve aussi les formes anglophones Mary-Morgan et Mari-Morgan. 
Selon Luzel, les morgan se disent morganed au pluriel, et leurs femmes sont les morganezed (morganez au singulier, et Morgane en français).

## Description
Sur la côte nord du Finistère et particulièrement à Ouessant, on croyait encore vers la fin du XIXe siècle aux Morgans, un peuple qui demeurait sous la mer et en sortaient pour se promener sur le rivage. François-Marie Luzel en recueille la légende en 1873, qui est aussi rapportée par Paul Sébillot dans la "Revue des traditions populaires" en 1899.
Selon François-Marie Luzel, les morganed sont de petits hommes et de petites femmes qui vivraient sous les flots, où ils seraient dirigés par un roi dont le palais dépassait en merveilles tout ce qu'il y a de plus beau sur terre. Les Marie-Morgane venaient parfois jouer sur le sable des grèves au clair de lune mais on ne pouvait les observer bien longtemps car au premier battement de paupières, tout s'évanouissait. Les Marie-Morgane seraient d'un naturel paisible et bon, et les hommes en profiteraient pour les duper. Cependant, cette duperie est réciproque puisque ces créatures se présentent sous les apparences les plus séduisantes pour entrainer les hommes au fond des eaux.
L'une de leurs représentantes est Dahut, fille damnée du roi Gradlon, qui fut transformée en sirène pour avoir condamné la ville d'Ys. Elle ensorcelle depuis les marins et les entraîne au fond de la mer, déchaîne la tempête, mais aussi calme le vent. Si le soir, les parents ou les amis ne rentraient pas le folklore local voulait que Marie-Morgane ait encalminé leur bateau au large. 
Paul Sébillot décrit les Marie-Morgane comme des créatures qui passent leur temps à poursuivre les jeunes hommes pêcheurs de leurs sollicitations amoureuses. Si par malheur, l'un d'eux leur cédait, il était alors entrainé sous les flots et on ne le revoyait jamais.
Selon Édouard Brasey, les Marie-Morgane sont des fées d'eau féminines à l'apparence de femmes, qui vivent uniquement près des côtes et jamais en pleine mer, affectionnant les entrées de cavernes et embouchures de rivières. Elles vivraient dans de somptueux palais sous-marins dans lesquels elles entraîneraient leurs amants, pêcheurs ou marins, qui deviennent alors leurs prisonniers à jamais, mais jouissent de plaisirs infinis dans ces palais sous-marins, au point d'oublier leur vie terrestre.
On retrouve des effigies de sirènes dans les églises bretonnes. 

## Légendes

### L’île d’Ouessant
La tradition orale de l'île d'Ouessant a conservé les récits de Marie-Morgane qui fréquentaient les rivages. Ils ont été recueillis par François-Marie Luzel en 1873.
Deux jeunes filles de l'île d'Ouessant, cherchaient un jour des coquillages au bord de la mer, et aperçurent une Morganès qui faisait sécher ses trésors au soleil, étalés sur deux belles nappes blanches. Les deux petites curieuses arrivèrent jusqu'à elle sans être aperçues et la Morganès, surprise en voyant que les jeunes filles étaient gentilles, douces et sages, leur donna un trésor à chacune une en leur recommandant de ne le regarder que lorsqu'elles seraient rentrées chez leurs parents. L'une d'elles était trop impatiente de contempler ce qu'elle croyait être de merveilleux trésors, ouvrit sa nappe et n'y trouva que du crottin de cheval.
L'autre petite fille se rendit jusqu'à sa maison et ouvrit son trésor sous les yeux de ses parents : des pierres précieuses, des perles et de l'or, avec de riches tissus. La famille devint riche et se bâtit une belle maison, selon la légende, ses descendants habitent toujours l'île d'Ouessant et vivent dans la richesse grâce au trésor de la Morganès. 

### La grotte de Crozon
Paul Sébillot rapporte une légende mentionnant les Marie-Morgane à la grotte de Morgat en Crozon, Finistère. Le lieu était souvent inaccessible à cause du niveau de la mer. Un jour, un seigneur local désireux d'avoir un enfant trouva une petite fille abandonnée dans un panier de joncs sur son chemin. Il l'emporta dans son château, où sa femme et lui l'élevèrent comme leur propre fille mais bien souvent, pendant la nuit, l'enfant disparaissait de son berceau sans que personne puisse la retrouver. Lorsqu'elle devint plus grande, un cheval "folgoat" venait la chercher dans la cour du château; elle disparaissait alors pendant des semaines. Ses parents adoptifs tentèrent de la retenir, mais un jour elle ne revint plus. Selon la légende, elle demeure dans la grotte de Crozon, qui est la demeure des Marie- Morgane.
Une Marie-Morgane est aussi censée vivre près de Vannes, dans l'étang du Duc. On peut l'apercevoir les matins d'été, quand elle sort de l'eau pour peigner ses longs cheveux d'algues au soleil, et tresser des couronnes de glaïeuls. Ce serait une princesse qui se jeta dans le lac pour échapper à un mariage forcé.

### La ville d’Ys
Selon une autre légende bretonne, la ville d'Ys avait été engloutie et quand la mer fut apaisée, le saint homme Guénolé voulut dire une messe pour le salut de la ville. Alors qu'il élevait son calice, il vit le torse blanc d'une fille aux cheveux de cuivre, avec un bras levé au ciel, surgir des eaux. Une queue d'écailles bleues terminait son corps. C'était Ahès-Dahut, devenue une Marie-Morgane. La main de Guénolé trembla et son calice lui échappa pour venir se briser sur les rochers. La messe ne fut pas consommée et pour cette raison, la ville d'Ys demeura maudite et Ahès-Dahut prisonnière de sa forme de sirène. Chaque fois qu'elle se montre, un orage terrible éclate,.

## Symbolique
François-Marie Luzel compare les Marie-Morgane aux créatures marines des traditions nordiques, comme les nixes et les ondines, qui volent les enfants humains.

## Culture populaire
- Mari Vorgan est le titre d'un roman de Roparz Hemon, aux éditions Al Liamm. De nombreux bateaux ont porté et portent encore le nom de Marie-Morgane.
- Sébastien et la Mary-Morgane est un feuilleton télévisé diffusé au début des années 1970. L'histoire raconte la suite de l'enfance de Sébastien après les feuilletons Belle et Sébastien et Sébastien parmi les hommes.